# (15476) Narendra
(15476) Narendra est un astéroïde de la ceinture principale.

## Description
(15476) Narendra est un astéroïde de la ceinture principale. Il fut découvert le 18 janvier 1999 à Socorro par LINEAR. Il présente une orbite caractérisée par un demi-grand axe de 2,29 UA, une excentricité de 0,10 et une inclinaison de 6,8° par rapport à l'écliptique.

## Compléments